# Gyroptera gillettii
Gyroptera gillettii är en amarantväxtart som beskrevs av Viktor Petrovitj Botjantsev. Gyroptera gillettii ingår i släktet Gyroptera och familjen amarantväxter. Inga underarter finns listade i Catalogue of Life.